# Aclytia leucaspila
Aclytia leucaspila là một loài bướm đêm thuộc phân họ Arctiinae, họ Erebidae.